# Treron seimundi
Treron seimundi é uma espécie de ave da família Columbidae.
Pode ser encontrada nos seguintes países: Laos, Malásia, Tailândia e Vietname.
Os seus habitats naturais são: florestas subtropicais ou tropicais húmidas de baixa altitude, florestas de mangal tropicais ou subtropicais e regiões subtropicais ou tropicais húmidas de alta altitude.